# كراش بوم بانغ!
كراش بوم بانغ! (بالإنجليزية: !Crash Boom Bang)‏ ، تسمى في النسخة اليابانية كراش بانديكوت فيستفال (باليابانية: クラッシュ・バンディクー フェスティバル)، هي لعبة فيديو حفلات طورتها ديمبس ونشرتها فيفندي يونيفيرسال غيمز لنينتندو دي أس عام 2006.

## وصلات خارجية
- الموقع الرسمي
 (بالإنجليزية)